# Investiční certifikát
Investiční certifikát je cenný papír. Jde o zvláštní typ dlužního úpisu, který vydávají emitenti (nejčastěji banky) a který kupují investoři, aby si jej později nechali zpět proplatit a mohli tak realizovat zisk. K riziku pohybu podkladového aktiva je tedy třeba připočíst i rizika spojená s emitentem. Při případné insolventnosti emitenta bude nárok držitele certifikátu řešen v rámci insolvenčního řízení společně s nároky ostatních oprávněných stran.

## Povaha cenného papíru
Investiční certifikáty lze koupit či prodat na burze nebo přímo přes emitenta. Cena investičního certifikátu se vyvíjí na základě vývoje hodnoty podkladového aktiva. Podkladovými aktivy investičních certifikátů jsou nejčastěji akciové indexy, veřejně obchodované akcie, ceny komoditních kontraktů, úrokové míry, křížové kurzy měn atd. Důležité je, aby se hodnota podkladového aktiva dala nějak měřit, byla ověřitelná a dala se vyjádřit číslem. Konstrukce některých certifikátů, jako jsou například bonus certifikáty, je často velmi složitá a nepřehledná.
Cena investičního certifikátu není závislá na nabídce a poptávce po daném certifikátu, což jej odlišuje například od akcií a dluhopisů. Pomocí investičních certifikátů lze spekulovat jak na růst, tak i na pokles podkladového aktiva. Pro každý investiční certifikát platí pravidla definovaná v takzvaném emisním prospektu každého investičního certifikátu. Ta přesně určují, jak bude emitent stanovovat hodnotu certifikátu v závislosti na vývoji podkladového aktiva a uplynulém času. Investiční certifikáty mohou být emitovány na neomezenou nebo i na předem určenou dobu.
Investiční certifikáty jsou velmi rozšířené hlavně v Německu. Největšími emitenty investičních certifikátů jsou proto hlavně banky působící v německy mluvících zemích, jako jsou například Commerzbank, Deutsche Bank, Sal Oppenheim a ABN Amro.
Další formou investičních certifikátů jsou hotovostní certifikáty, které nejsou navázány na konkrétní podkladové aktivum jako akcie nebo komodity, ale reprezentují podíl na hotovosti nebo hotovostních ekvivalentech (Cash and Cash Equivalents). Do této kategorie patří krátkodobé a vysoce likvidní finanční nástroje se splatností do 90 dnů, jako jsou pokladniční poukázky, certifikáty o vkladu, obchodní papíry, bankéřské akcepty a další nástroje peněžního trhu. Tyto certifikáty jsou využívány především jako konzervativní forma uložení prostředků s nízkým rizikem a slouží investorům, kteří preferují stabilitu a likviditu před potenciálním výnosem z pohybu tržních aktiv.

## Typy investičních certifikátů na pražské burze

### Indexový certifikát
Podkladem je akciový index. Tento certifikát je většinou bez pákového efektu, poměr mezi vývojem certifikátu a podkladového aktiva je 1:1. Tzn. případný pokles/růst aktiva o určitý počet procent znamená i pokles či růst certifikátu o stejný počet procent. Největší výhodou tohoto certifikátu je jeho jednoduchá konstrukce a transparentnost pro drobného i institucionálního investora.

### Basket certifikát
Podkladem tohoto certifikátu je koš akcií nebo jiných instrumentů. Většinou to bývá koš komodit či akcií určitého segmentu trhu. Basket certifikát funguje stejně jako indexový certifikát.

### Turbo certifikát
Podkladovým aktivem může být akciový index, komodita či prakticky jakékoli jiné aktivum. Důležitým rysem turbo certifikátu je jeho pákový efekt. Na pražské burze je nabídka těchto certifikátů dominantní.

### Bonus certifikát
Bonusový certifikát je vhodný pro dlouhodobého investora, který spekuluje na vysoký růst podkladového aktiva, ale nemusí se bát mírného poklesu či mírného růstu, protože v tomto případě počítá s bonusem. Naopak v případě jakéhokoliv i krátkodobého pohybu podkladu mimo určenou hranici jsou podmínky oproti přímé investice do podkladu nevýhodné. Reverzní bonusový certifikát je vhodný pro investory, kteří preferují dlouhodobé investice a spekulují na výrazný pokles podkladového aktiva. Přitom se nemusí bát mírného růstu či mírného poklesu, protože v tom případě počítají s bonusem, ale je třeba se obávat třeba i krátkodobého pohybu mimo tzv. bariéru (viz níže)
Bonusové certifikáty obsahují tzv. bariéru, což znamená označenou hodnotu podkladového aktiva, při jejímž dosažení ztrácí investor nárok na bonus a realizuje přímou ztrátu ve formě odečtení tzv. nadhodnoty zaplacené poměrným dílem bonusu započteného do ceny certifikátu v okamžiku jeho koupě (tedy rozdílu mezi cenou podkladu a poměrnou aktuální cenou bonus certifikátu v okamžiku nákupu). Tento stav je nevratný i při následném návratu podkladu nad stanovenou bariéru. Certifikát poté přechodně klesne pod hodnotu podkladu a tím znemožňuje okamžitý prodej bez realizace další ztráty a s její hodnotou se srovná v určeném poměru až v době splatnosti certifikátu, tj. někdy i za několik let. Pro každý certifikát existují přesné podmínky a vzorce pro výpočet jeho chování (označované např. jako "term sheet"), obsahující desítky stran pravidel a složité matematické vzorce konkrétního chování. Formu zveřejňování těchto pravidel upravuje do velké míry každý emitent sám včetně užité terminologie.

### Diskontní certifikát
Diskontní certifikát je vhodný pro investora, který spekuluje, že podkladové aktivum bude stagnovat, mírně růst (do výše CAP) nebo mírně klesat (do výše diskontu). Předpokladem je ale držení až do dne expirace a včasný nákup, kdy je diskont co největší.

### Garantovaný certifikát
Garantovaný certifikát je vhodný pro investora, který má odpor k riziku, je ochoten držet certifikát dlouhodobě (až do data splatnosti), spekuluje na růst podkladového aktiva ve 2. a 3. roce a přitom mu nevadí, že se podílí na růstu jen nejvýše 10 % ročně (ve 2. a 3. roce). Výhodou konstrukce tohoto certifikátu je garance, která je většinou ve výši 100 % investované částky.